# Extremo (balonmano)

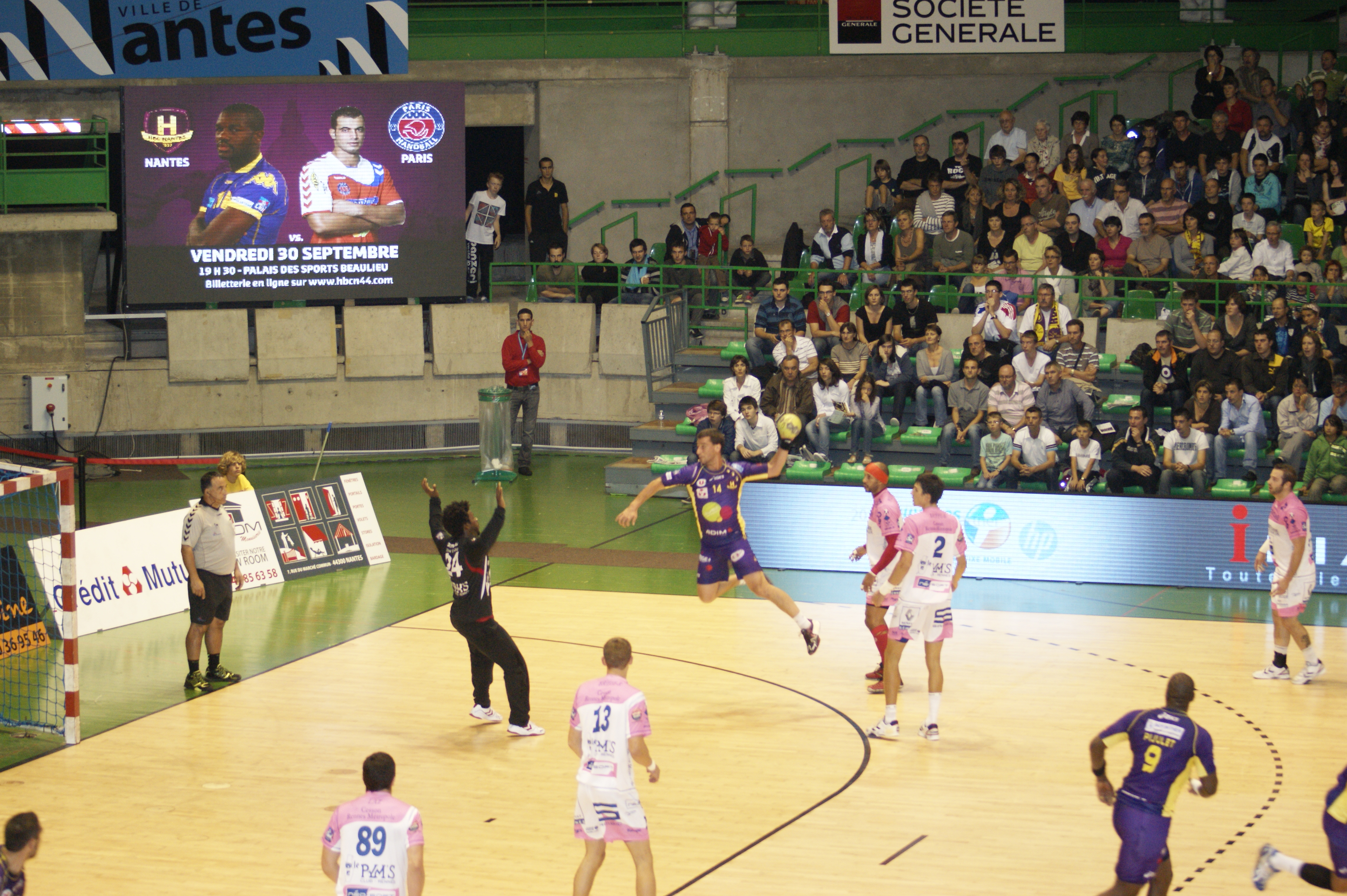
Jugada de un extremo lanzando a la portería

El extremo es un jugador del balonmano, deporte de carácter colectivo, que consiste en el enfrentamiento de dos equipos, formados por un total de 14 jugadores, en los cuales se encuentran: extremos, laterales, pivote, central y el arquero, portero o guardametas. 
Al extremo también se le conoce (sobre todo en la fase defensiva) como el 1.
Sólo 7 de los 14 jugadores pueden entrar al área de juego. Una de las principales características del balonmano, es que, los jugadores sólo pueden dar tres pasos con el balón en las manos, a excepción del arquero. Cada partido, se divide en dos tiempos de 30 minutos cada uno, más un descanso de 10 minutos. 
El extremo es un jugador con mucha rapidez, habilidad y capacidad de salto en el terreno de juego, el extremo tiene más posibilidad de anotar hacia el arco de la portería. El principal objetivo de un extremo es lanzar desde puntos y posiciones muy difíciles hacia la portería contraria en el ataque, desde ángulos de mayor complejidad, con respecto al resto de sus compañeros de juego. Sus goles, son gratamente apreciados debido a la habilidad que ocupan para persuadir al Arquero, y ocupar una gran potencia de lanzamiento del balón hacia el arco. Generalmente, suelen terminar con el contraataque (la acción más rápida para llegar al gol).

## Ubicación del extremo
El extremo se encuentra ubicado cerca de la línea de banda (línea lateral del área de juego), o próximo a la línea de 6 metros que tiene la cancha o en la esquina final, donde realizan numerables tipos de jugadas. Existen dos tipos de extremos en el área de juego, el del costado derecho (quien tiene que ser preferentemente zurdo o bien un diestro con capacidades), y el del costado izquierdo (el cual tiene que ser preferentemente diestro). Estos, son parte de muchas jugadas armadas por el central y el arquero. Con este último arman la jugada más usada en balonmano, que es el contragolpe o contraataque (acción más rápida para llegar al gol). Consiste en un pase largo del arquero hacia cualquier extremo, ya sea, el derecho o el izquierdo. El lanzamiento va a hacia ellos, ya que son los más rápidos y ágiles, además de tener gran capacidad de crear lanzamientos en diversos puntos de la línea de ataque, que divide la zona del portero con la zona de ataque. También puede realizar la acción de doble pivote, que consiste en que cuando el central lo mande se coloca para realizar la labor del pivote.
Los extremos son parte fundamental en el armazón de diversas jugadas del balonmano.Son los encargados de mover la defensa y tirar cuando hay espacio